# Washington Bullets 1986-1987
La stagione 1986-87 dei Washington Bullets fu la 26ª nella NBA per la franchigia.
I Washington Bullets arrivarono terzi nella Atlantic Division della Eastern Conference con un record di 42-40. Nei play-off persero al primo turno con i Detroit Pistons (3-0).

## Roster
| N° | Naz.                   | Ruolo | Sportivo       | Anno | Alt. | Peso |
| -- | ---------------------- | ----- | -------------- | ---- | ---- | ---- |
| 2  | Stati Uniti (bandiera) | G     | Ennis Whatley  | 1962 | 191  | 80   |
| 4  | Stati Uniti (bandiera) | C     | Moses Malone   | 1955 | 208  | 95   |
| 5  | Stati Uniti (bandiera) | AC    | Dan Roundfield | 1953 | 203  | 93   |
| 10 | Sudan (bandiera)       | C     | Manute Bol     | 1962 | 229  | 91   |
| 12 | Stati Uniti (bandiera) | G     | Darwin Cook    | 1958 | 191  | 83   |
| 14 | Stati Uniti (bandiera) | G     | Michael Adams  | 1963 | 178  | 73   |
| 15 | Stati Uniti (bandiera) | G     | Frank Johnson  | 1958 | 185  | 84   |
| 23 | Stati Uniti (bandiera) | AC    | Charles Jones  | 1957 | 206  | 98   |
| 24 | Stati Uniti (bandiera) | G     | Jeff Malone    | 1961 | 193  | 93   |
| 25 | Stati Uniti (bandiera) | GA    | Mike O'Koren   | 1958 | 201  | 94   |
| 31 | Stati Uniti (bandiera) | A     | Jay Vincent    | 1959 | 201  | 100  |
| 33 | Stati Uniti (bandiera) | A     | Terry Catledge | 1963 | 203  | 100  |
| 34 | Stati Uniti (bandiera) | AC    | John Williams  | 1966 | 203  | 107  |
| 42 | Stati Uniti (bandiera) | A     | Jay Murphy     | 1962 | 206  | 100  |
| 44 | Stati Uniti (bandiera) | GA    | Anthony Jones  | 1962 | 198  | 88   |

## Staff tecnico
- Allenatore: Kevin Loughery
- Vice-allenatori: Bill Blair, Fred Carter